# Chhota Udaipur

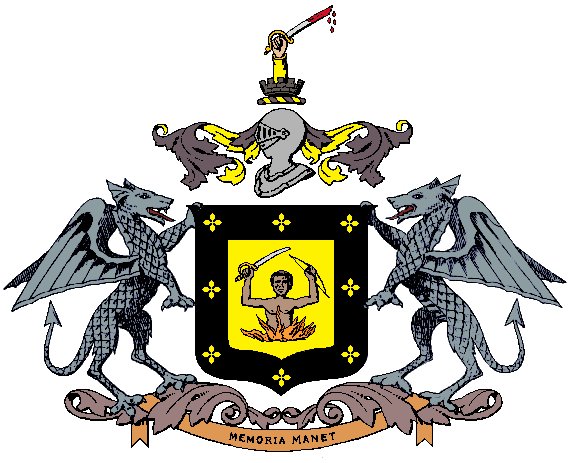
Escut

Chhota Udaipur (o Chota Udepur, també anomenat Hampf i Mohan) fou un estat tributari protegit a l'agència de Rewa Kantha, regió de Gujarat, presidència de Bombai.
Limitava al nord amb l'estat de Baria, a l'est amb Ali Rajpur, al sud amb petits estats del grup Sankheri Mewas, i a l'oest amb territori del Gaikwar de Baroda. La superfície era de 2261 km² i la població de 71.218 habitants (1881) el 86% dels quals eren bhils o kolis. El riu principal era el Orsing que partia l'estat en dues parts; al sud hi havia el riu Narbada que marcava el límit durant uns quilòmetres.
La familia governant eren rajputs chauhans que havien estat expulsats dels seus antics territoris al Gujarat (1244). Els chauhans llavors van sotmete Champaner on van restar com a sobirans fins vers el 1484 quan Muhammad Begar va conquerir la fortalesa; una branca de la família es va retirar a les zones de selva a l'est de Champaner i van fundar l'estat de Baria, i una altra branca va fugir a Chhota Udaipur (Hampf) on es va crear un principat. Totes dues descendien de Patai Rawal el darrer raja de Champaner; Maharaj Prithvirajsinghji I, el seu net, va dominar la regió d'Hampf (Chhota Udaipur) i va conservar 700 pobles de la zona cedint altres 500 pobles al seu germà Rajkumar Dungarsinghji I que fou el primer raja de Baria.
Després de tenir la capital a Hampf, es va traslladar a Mohan i finalment a Chhota Udaipur que va donar nom a l'estat. Al segle XVIII va esdevenir tributari del Gaikwar de Baroda.
El 1858 el sobirà va refusar col·laborar amb el cap rebel Tantia Topi i va posar la seva capital en estat de defensa; Tanta Topia fou derrotat pel general Parke.
El títol del sobirà era maharawal. Seguia les regles de primogenitura i havia rebut sanad permetent l'adopció; la salutació hereditària era de 9 canonades. La seva força militar era de 320 homes. Pagava 1014 lliures a l'any com a tribut al Gaikwar de Baroda. Per un temps la capital va estar a Mohan, un lloc en millor posició per dominar els passos de muntanya, on van construir un fort, i per un temps l'estat fou conegut com a Mohan. Eren feudataris britànics des del 1822.
La capital, Chhota Udaipur, es troba a la carretera entre Baora i Mhow a uns 80 km a l'est de Baroda.

## Llista de maharawals
- Maharaj Prithvirajsinghji I,, després de 1484
- Maharaj Bastarsinghji
- Maharaj Lagdhirsinghji I
- Maharaj Raisingji II Lagdhirsinghji
- Maharaj Trambakji
- Raj Rajeshwar Shreeman Thakor Saheb Maharawal UDAYSINGHJI TRAMBAKJI ?-1743
- Maharawal PRATAPSINHJI TRAMBAKJI 1743-1762
- Maharawal ARSISINHJI 1762-1771
- Maharawal HAMIRSINHJI II 1771-1777
- Maharawal BHIMSINHJI 1777-1822
- Maharawal GUMANSINHJI 1822-1851
- Maharawal JITSINHJI 1851-1881
- Maharawal Shri MOTISINHJI JITSINHJI 1881-1895
- Maharawal Shri FATEHSINHJI MOTISINHJI Sahib 1895-1923
- Maharawal Shri NATWARSINHJI FATEHSINHJI Sahib 1923-1946
- Maharawal Shri VIRENDRASINHJI NATWARSINHJI Sahib 1946-1948